# كولومبي (باد كاليه)
كولومبي، باد كاليه (بالفرنسية: Coulomby)‏ هي بلدية تقع في إقليم باد كاليه من منطقة نور با دو كاليه في شمال فرنسا. تبلغ مساحة هذه المدينة 10.26 (كم²)، وترتفع عن سطح البحر 124 م، يبلغ عدد سكانها 404 نسمة حسب إحصاء المعهد الوطني للإحصاء والدراسات الاقتصادية سنة 2009 م. وترأس André Dallery البلدية خلال فترة (2008-2014).